# Одрински инцидент
Одринският инцидент (на османски турски: Edirne Vaḳʿası) обозначаван в историографията и като Истанбулското въстание е събитие от 1703 г. което съобразно размаха, продължителността и резултатите си е без аналог дотогава в Османската империя. Носи свой специфичен и ярък политически оттенък.
В резултат от „инцидента“ е низвергнат от трона султан Мустафа II и за нов султан е прогласен брат му Ахмед III. Преди това социално събитие всички по-обхватни социални брожения в империята имат бунтовен характер и са дело главно на недоволни от заплащането или друго еничари.

## Събитията
Нездравият стремеж към завладяването на Виена отваря „кутията на Пандора“ за Османската империя, бележейки края на Pax Ottomana за поданиците на падишаха. Стабилизирането на империята постигнато през епохата Кьопрюлю е безвъзвратно загубено в края на Голямата турска война. За да се съберат приходи за войната, през 1695 г. е реорганизирана системата за откуп на приходите в маликяне, което в крайна сметка съсипва финансовите и икономически перспективи за възстановяване на империята в средносрочен план.
Брожението избухва в началото на 1703 г. в Истанбул по четири основни причини. На първо място, социално-икономическото положение на Османската империя след края на т.нар. Голяма турска война и сключения Карловецки мирен договор е безпрецедентно. Формалните искания на бунтовниците са четири:
1. грижа за гражданите;
2. спиране разхищението на имперската хазна за султанския двор;
3. осъждане на виновните за незавидната социално-икономическа ситуация и
4. край на прекомерните отстъпки към християнските съюзници от Свещената лига (по-специално недоволството е заради предаването на Османска Унгария и Трансилвания на Свещената Римска империя; виж и Имре Тьокьоли и Ференц II Ракоци).[2]

Като повод за начало на въстанието, което като никога избухва в столицата, е постоянното пребиваване на султан Мустафа II в Одрин. За султана излизат слухове, че е отдаден изцяло на пиршества и лов, занемарявайки държавните дела в този изключително труден момент. От друга страна, Одрин е винаги само и единствено място на сбор за еничарите и спахиите, т.е. за войската, но не и столица от времето на превземането на Константинопол. Това обстоятелство наляга мрачно и тягостно настроение всред столичното население. 
Четири са прослойките в османското общество които се надигат на бунт – еничарите, еснафите и градската беднота, начело с улемата. В стопански аспект най-засегнато е търговско-занаятчийското съсловие. Всички недоволни провидели в личността на шейх юл-исляма Фейзуллах ефенди виновника за незавидното си положение.
Първоначално въстаналите изпращат парламентьори в стария дворец в Одрин с цел избягване на кръвопролитие. Парламентьорите са арестувани от султан Мустафа II, който подценява ситуацията и силата на недоволството. След ареста еничарите настъпват към Одрин, и след последвалия отказ на спахиите да защитават властта на султана, се стига до екзекуция на великия везир. И това не спасява властта и султанът се вижда принуден да абдикира под натиск.

## Резултати
Мустафа II е детрониран, а на негово място е поставен Ахмед III. Новоизбраният султан се вижда принуден да прибере султанския двор в Константинопол. Въстаниците превземат Одрин, а повечето от спахиите преминават на страната на бунтовниците. Обаче до края на годината новият султан успява не само да поеме здраво властта, но и безжалостно да се разправи персонално с всички подбудители на въстанието. Убити са повече от 14 хил. участници във въстанието, а междувременно умира при неясни обстоятелства и сваления от престола Мустафа II.